# Palacio Presidencial de Chipre
El Palacio Presidencial (griego: Προεδρικό Μέγαρο) - Proedrikó Megaro (turco: Cumhurbaşkanlığı Sarayı) es la residencia oficial y el lugar de trabajo principal del Presidente de la República de Chipre. Se encuentra al sur-sureste del centro de Nicosia, fuera de la ciudad amurallada pero próxima a ella, en el barrio de Ayioi Omoloyites.

## Historia
El primer Alto Comisionado Británico, Garnet Wolseley, que arribó a Chipre en 1878, permaneció temporalmente en la dependencia (Metochi) del Monasterio de Kikkos (Metochi tou Kykkou), en Engomi, Nicosia. Posteriormente cambió de residencia y vivió en la Casa del Comisionado que era una casa de madera importada del extranjero y ubicada en el área del Palacio Presidencial.
En 1925, la Casa del Comisionado pasó a llamarse Casa de Gobierno.
El edificio fue incendiado durante los disturbios grecochipriotas de octubre de 1931. Como consecuencia de ello, las autoridades británicas aprobaron una ley que establecía que el pueblo tendría que pagar parte de la construcción de uno nuevo. Para ello, se exigió un total de 34.315 libras esterlinas, que debían pagarse antes del 30 de junio de 1932. Las cantidades exigidas fueron 14.000 libras esterlinas a Nicosia, 5.500 libras esterlinas a Limassol, 5.000 libras esterlinas a Famagusta, 2.000 libras esterlinas a Larnaca, 500 libras esterlinas a Pafos y 6.315 libras esterlinas a los pueblos de la isla.
El nuevo edificio fue diseñado por el arquitecto Maurice Webb y la construcción estuvo a cargo de J V Hamilton & L F Weldon junto con el departamento de obras públicas, siendo la piedra arenisca el material principal. La construcción fue terminada en 1937. Entre las características más destacadas del Palacio son los escudo de armas británico.
Después de la independencia de Chipre y de la salida del gobernador británico en 1960, la Casa de Gobierno se pasó a llamar Palacio Presidencial oficial de la República de Chipre.
El palacio fue destruido el 15 de julio de 1974 durante golpe de Estado contra Makarios. En los eventos, el presidente estaba en el lugar y pudo evadirse por una pequeña puerta al oeste, en el alambrado perimetral  Todo se quemó, excepto las paredes que fueron dañadas por el fuego.
El Departamento de Obras Públicas y el estudio de arquitectura Philippou Brothers restauraron el Palacio Presidencial en 1977 con la ayuda financiera de Grecia. Desde 1979 se utiliza como oficina y residencia del Presidente de la República.
El 28 de mayo de 2010, se anunció que el edificio iba a tener una actualización de € 1,2 millones para reducir sus emisiones de carbono. El proyecto incluyó paneles solares en el aparcamiento, un nuevo sistema de ventilación, y la sustitución de ventanas.
El 1 de octubre de 2013, el presidente chipriota Nicos Anastasiades descubrió el emblema de la República de Chipre en la fachada del palacio presidencial en el 53 aniversario de la independencia. Aunque mucha gente quiso eliminarlo a través de los años, se mantuvo el escudo de armas británico en el centro de la fachada. El emblema de la República se colocó más arriba. 

## Estilo arquitectónico

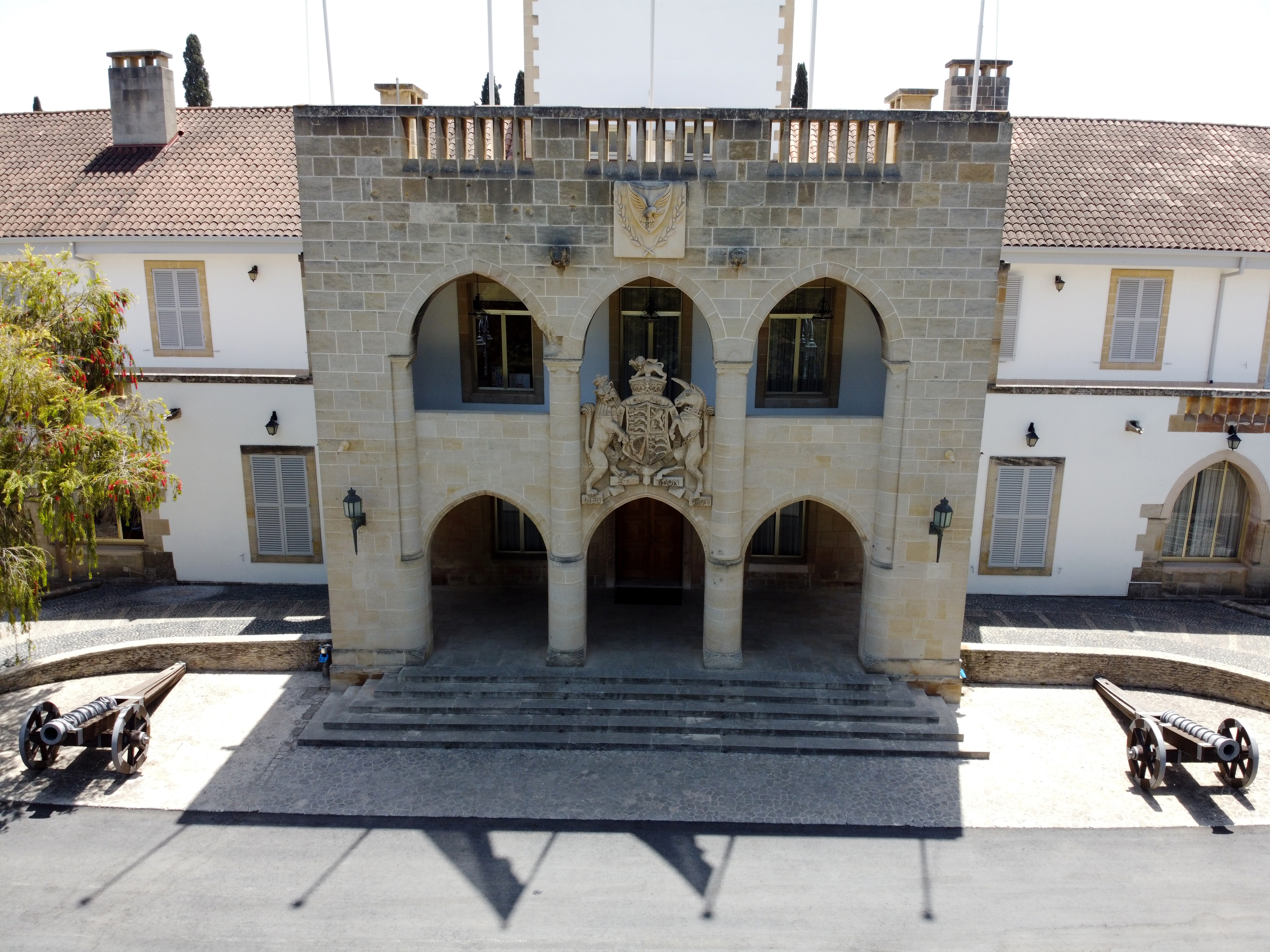
Palacio Presidencial

Para la confección de los planos, se buscaron los estilos de distintos edificios de Chipre para conocer los elementos arquitectónicos que los caracterizaban. Por ello, elementos bizantinos, góticos y turcos componen la arquitectura del actual palacio.
El edificio tiene una superficie toral de 2244 metros cuadrados. Tres cuerpos unidos forman una U abierta hacia el sur con un bloque central de dos pisos mirando hacia el norte y dos bloques laterales de un piso. Sobresale del cuerpo principal una torre con techo abobedado al igual que la entrada principal. La fachada sur del bloque principal junto con las alas están articuladas con arcadas. 
Las columnas de la planta baja se basan en una construcción similar en el Monasterio Aheiropoiitos, próximo a Lapithos. El capitel tallado y las bases de las columnas fueron escogidos de diseños de Kythrea, Lamboussa y Nicosia. Las proporciones de la torre en el centro del edificio se tomaron del Castillo de Kolossi. En el dibujo original, se suponía que el techo para hacerse con azulejos en forma de pirámide, pero por ciertas razones prácticas y para dar un elemento bizantino al edificio que fue sustituido por una cúpula. 
En el lado sur del edificio sobresalen dos series de la figuras. Las inferiores son formas humanas que personifican el capataz general, el jefe carpintero y el "trabajador desconocido". Otros cuatro, que están más arriba, representan los animales característicos de Chipre, el buey, el burro, el camello y las ovejas.
Para la construcción, en general, se usó piedra caliza porosa de Gerolakkos de color gris-amarillo pálido. Para el interior (chimeneas, escaleras, etc.) se utilizaron piedra caliza de la zona de Limassol. Se empleó madera de los bosques chipriotas (eucalipto, pino, árbol de avión, ciprés, nogal, morera) y de varias partes del Imperio Británico, como Birmania y Canadá. 
La puerta de la entrada principal hizo sobre el modelo del Monasterio de San Crisóstomo, ubicado en los Pentadaktylos. Cada placa se hizo con, por lo menos, 288 pequeñas piezas de madera de seis árboles diferentes, unidos entre sí sin utilizar clavos o tornillos. De esta forma se evitó una posible torsión. Las vigas del techo son talladas y las esteras del techo eran claramente de origen chipriota. Los soportes de las vigas techo- en las habitaciones principales fueron retirados de la vieja casa que fue demolida.
Ciertos elementos decorativos del interior del edificio y sobre todo la escalera que conduce a la planta superior, eran copias de artefactos antiguos, mientras que las cortinas estaban bordados a mano con motivos decorativos chipriotas. 

## Material multimedia
- Makarios regresa a su palacio en ruinas (En inglés)